# Zbrodnia w Pantalowicach i Hadlach Szklarskich
Zbrodnia w Pantalowicach i Hadlach Szklarskich – mord dokonany przez okupantów niemieckich 4 grudnia 1942 roku, którego ofiarą padło dziewięciu mieszkańców Pantalowic i Hadli Szklarskich udzielających pomocy Żydom.

## Przebieg zbrodni
Przyczyną zbrodni była pomoc, którą ludność polska udzielała Żydom ukrywającym się w lesie nieopodal Hadli Szklarskich. Jako pierwsi ofiarą niemieckich represji padli mieszkańcy Pantalowic. Rankiem 4 grudnia 1942 roku do wsi przybyła grupa gestapowców i żandarmów, którą dowodził komendant posterunku żandarmerii w Łańcucie Anton Hachmann. Niemcy przywieźli ze sobą osiemnastoletnią Małkę Schönfeld, której obiecali ocalenie życia w zamian za zidentyfikowanie Polaków udzielających pomocy uciekinierom. Żydówka wskazała Niemcom sześć osób – Władysława Deca, małżonków Emilię i Wincentego Lewandowskich, małżonków Jakuba i Zofię Kuszek oraz ich córkę, Justynę Kubicką, z d. Kuszek. Wszystkich zadenuncjowanych zamordowano strzałami w tył głowy na podwórzu gospodarstwa Lewandowskich.
Podczas przeszukania prowadzonego w domu Władysława Deca w ręce żandarmów wpadło rodzinne zdjęcie, na którym widnieli bracia zamordowanego. Żydowska dziewczyna zidentyfikowała ich jako osoby, które również udzielały pomocy uciekinierom. W rezultacie jeszcze tej samej nocy Niemcy udali się do Hadli Szklarskich, gdzie w rodzinnym domu zatrzymali Bronisława, Stanisława i Tadeusza Deców. Po konfrontacji z Małką Schönfeld trzej bracia zostali zastrzeleni.

## Upamiętnienie
Postanowieniem prezydenta RP Lecha Kaczyńskiego z dnia 25 stycznia 2010 roku bracia Bronisław, Stanisław, Tadeusz i Władysław Decowie zostali pośmiertnie odznaczeni Krzyżem Komandorskim Orderu Odrodzenia Polski.